# Szczepidło
Szczepidło – wieś w Polsce położona w województwie wielkopolskim, w powiecie konińskim, w gminie Krzymów; liczba ludności - 526 osób (2004).
W latach 1975–1998 miejscowość administracyjnie należała do województwa konińskiego.
Na terenie miejscowości od 1995 roku grupa archeologów z Instytutu Prahistorii Uniwersytetu im. Adama Mickiewicza w Poznaniu prowadzi badania archeologiczne, w trakcie których natrafiono na pozostałości osadnictwa ludności kultury mogiłowej. Odkryto i zbadano m.in. znakomicie zachowany warsztat odlewniczy sprzed 3500 lat.